# Teucrium racemosum
Teucrium racemosum, comummente conhecida como germander-cinza ou germander-da-floresta, é uma erva perene da família Lamiaceae. A espécie floresce em toda a Austrália. Cresce entre 15 e 40 cm de altura e produz flores brancas, principalmente entre Setembro e Maio, no local nativo da planta.
A espécie foi formalmente descrita em 1810 pelo botânico Robert Brown em Prodromus Florae Novae Hollandiae.